# Лудвиг фон Анхалт-Кьотен (1778 – 1802)
Лудвиг фон Анхалт-Кьотен (на немски: Ludwig von Anhalt-Köthen; * 25 септември 1778 в Кьотен; † 16 септември 1802 в Кьотен) от род Аскани е принц от Анхалт-Кьотен.
Той е най-малкият син на княз Карл Георг Лебрехт (1730–1789) и съпругата му Луиза фон Шлезвиг-Холщайн-Зондербург-Глюксбург (1749–1812).
От 1798 г. той е майор на датска служба в регимента на краля. През 1801 г. той отива на пруска служба.
След смъртта на брат му Карл Вилхелм през 1793 г., Лудвиг е определен за наследник на по-големия му брат Август (1769–1812), който е бездетен. Лудвиг ненадейно умира през 1802 г. Така неговият син Лудвиг Август поема това наследство.

## Фамилия
Принц Лудвиг се жени на 20 септември 1800 г. за принцеса Луиза Каролина Теодора Амалия (* 15 януари 1779; † 18 април 1811), дъщеря на Лудвиг I фон Хесен-Дармщат, велик херцог на Хесен и при Рейн, и съпругата му Луиза фон Хесен-Дармщат. Двамата имат децата:
- Фридрих Вилхелм Август (* 7 юли 1801; † 29 октомври 1801)
- Лудвиг Август Карл Фридрих Емил (* 20 септември 1802; † 18 декември 1818), херцог на Анхалт-Кьотен (1812–1818), бездетен